# 16e étape du Tour d'Espagne 2021
Pour un article plus général, voir Tour d'Espagne 2021.
La 16e étape du Tour d'Espagne 2021 se déroule le mardi 31 août 2021, entre Laredo et Santa Cruz de Bezana, sur une distance de 180 km.

## Déroulement de l'étape
En début d'étape une chute met à terre une dizaine de coureurs dont les mieux placés au général Guillaume Martin, Enric Mas et Giulio Ciccone, ce dernier abandonne une heure après.
L'échappée composée par Mikel Bizkarra (Euskaltel-Euskadi), Jetse Bol (Burgos-BH), Dimitri Claeys (Qhubeka-NextHash), Stan Dewulf (AG2R-Citroën), Quinn Simmons (Trek-Segafredo) ne bénéficie pas d'un écart supérieur à 2 min. L'équipe UAE tente de casser le peloton pour isoler quelques sprinteurs dans les côtes. Le maillot vert Fabio Jakobsen est ramené par son équipe. Dewulf est le dernier à être repris à cinq kilomètres de l'arrivée. Jakobsen gagne au sprint sa troisième victoire sur ce Tour d'Espagne. Odd Christian Eiking (Intermarché-Wanty-Gobert Matériaux) conserve le maillot rouge avant les deux grandes étapes de montagne.

## Résultats

### Classement de l'étape
| \| Classement de l'étape \| Classement de l'étape \| Classement de l'étape \| Classement de l'étape \| Classement de l'étape \| \| Coureur \| Coureur \| Pays \| Équipe \| Temps \| \| --------------------- \| --------------------- \| --------------------- \| ---------------------------------- \| --------------------- \| \| 1er \| Fabio Jakobsen \| Pays-Bas \| Deceuninck-Quick Step \| 4 h 08 min 57 s \| \| 2e \| Jordi Meeus \| Belgique \| Bora-Hansgrohe \| + 0 s \| \| 3e \| Matteo Trentin \| Italie \| UAE Team Emirates \| + 0 s \| \| 4e \| Michael Matthews \| Australie \| BikeExchange \| + 0 s \| \| 5e \| Alberto Dainese \| Italie \| Team DSM \| + 0 s \| \| 6e \| Jon Aberasturi \| Espagne \| Caja Rural-Seguros RGA \| + 0 s \| \| 7e \| Rui Oliveira \| Portugal \| UAE Team Emirates \| + 0 s \| \| 8e \| Riccardo Minali \| Italie \| Intermarché-Wanty-Gobert Matériaux \| + 0 s \| \| 9e \| Antonio Jesús Soto \| Espagne \| Euskaltel-Euskadi \| + 0 s \| \| 10e \| Clément Venturini \| France \| AG2R Citroën Team \| + 0 s \| |                    |           |                                    |                 |
| |                    |           |                                    |                 |
| Source : ProCyclingStats |                    |           |                                    |                 |
| Classement de l'étape |                    |           |                                    |                 |
| Coureur | Coureur            | Pays      | Équipe                             | Temps           |
| 1er | Fabio Jakobsen     | Pays-Bas  | Deceuninck-Quick Step              | 4 h 08 min 57 s |
| 2e | Jordi Meeus        | Belgique  | Bora-Hansgrohe                     | + 0 s           |
| 3e | Matteo Trentin     | Italie    | UAE Team Emirates                  | + 0 s           |
| 4e | Michael Matthews   | Australie | BikeExchange                       | + 0 s           |
| 5e | Alberto Dainese    | Italie    | Team DSM                           | + 0 s           |
| 6e | Jon Aberasturi     | Espagne   | Caja Rural-Seguros RGA             | + 0 s           |
| 7e | Rui Oliveira       | Portugal  | UAE Team Emirates                  | + 0 s           |
| 8e | Riccardo Minali    | Italie    | Intermarché-Wanty-Gobert Matériaux | + 0 s           |
| 9e | Antonio Jesús Soto | Espagne   | Euskaltel-Euskadi                  | + 0 s           |
| 10e | Clément Venturini  | France    | AG2R Citroën Team                  | + 0 s           |

## Classements à l'issue de l'étape

### Classement général
| \| Classement général \| Classement général \| Classement général \| Classement général \| Classement général \| \| Coureur \| Coureur \| Pays \| Équipe \| Temps \| \| ------------------ \| -------------------- \| ------------------ \| ---------------------------------- \| ------------------ \| \| 1er \| Odd Christian Eiking \| Norvège \| Intermarché-Wanty-Gobert Matériaux \| 64 h 06 min 47 s \| \| 2e \| Guillaume Martin \| France \| Cofidis \| + 54 s \| \| 3e \| Primož Roglič \| Slovénie \| Jumbo-Visma \| + 1 min 36 s \| \| 4e \| Enric Mas \| Espagne \| Movistar Team \| + 2 min 11 s \| \| 5e \| Miguel Ángel López \| Colombie \| Movistar Team \| + 3 min 04 s \| \| 6e \| Jack Haig \| Australie \| Bahrain Victorious \| + 3 min 35 s \| \| 7e \| Egan Bernal \| Colombie \| Ineos Grenadiers \| + 4 min 21 s \| \| 8e \| Adam Yates \| Royaume-Uni \| Ineos Grenadiers \| + 4 min 34 s \| \| 9e \| Sepp Kuss \| États-Unis \| Jumbo-Visma \| + 4 min 59 s \| \| 10e \| Felix Großschartner \| Autriche \| Bora-Hansgrohe \| + 5 min 31 s \| |                      |             |                                    |                  |
| |                      |             |                                    |                  |
| Source : ProCyclingStats |                      |             |                                    |                  |
| Classement général |                      |             |                                    |                  |
| Coureur | Coureur              | Pays        | Équipe                             | Temps            |
| 1er | Odd Christian Eiking | Norvège     | Intermarché-Wanty-Gobert Matériaux | 64 h 06 min 47 s |
| 2e | Guillaume Martin     | France      | Cofidis                            | + 54 s           |
| 3e | Primož Roglič        | Slovénie    | Jumbo-Visma                        | + 1 min 36 s     |
| 4e | Enric Mas            | Espagne     | Movistar Team                      | + 2 min 11 s     |
| 5e | Miguel Ángel López   | Colombie    | Movistar Team                      | + 3 min 04 s     |
| 6e | Jack Haig            | Australie   | Bahrain Victorious                 | + 3 min 35 s     |
| 7e | Egan Bernal          | Colombie    | Ineos Grenadiers                   | + 4 min 21 s     |
| 8e | Adam Yates           | Royaume-Uni | Ineos Grenadiers                   | + 4 min 34 s     |
| 9e | Sepp Kuss            | États-Unis  | Jumbo-Visma                        | + 4 min 59 s     |
| 10e | Felix Großschartner  | Autriche    | Bora-Hansgrohe                     | + 5 min 31 s     |

| Classement par points | Classement par points | Classement par points | Classement par points | Classement par points |
| Coureur               | Coureur               | Pays                  | Équipe                | Points                |
| --------------------- | --------------------- | --------------------- | --------------------- | --------------------- |
| 1er                   | Fabio Jakobsen        | Pays-Bas              | Deceuninck-Quick Step | 250 pts               |
| 2e                    | Matteo Trentin        | Italie                | UAE Team Emirates     | 123 pts               |
| 3e                    | Magnus Cort Nielsen   | Danemark              | EF Education-Nippo    | 114 pts               |
| 4e                    | Michael Matthews      | Australie             | BikeExchange          | 110 pts               |
| 5e                    | Alberto Dainese       | Italie                | Team DSM              | 109 pts               |
| 6e                    | Primož Roglič         | Slovénie              | Jumbo-Visma           | 108 pts               |
| 7e                    | Arnaud Démare         | France                | Groupama-FDJ          | 88 pts                |
| 8e                    | Enric Mas             | Espagne               | Movistar Team         | 75 pts                |
| 9e                    | Jordi Meeus           | Belgique              | Bora-Hansgrohe        | 72 pts                |
| 10e                   | Romain Bardet         | France                | Team DSM              | 70 pts                |

| Classement par points | Classement par points | Classement par points | Classement par points | Classement par points |
| Coureur               | Coureur               | Pays                  | Équipe                | Points                |
| --------------------- | --------------------- | --------------------- | --------------------- | --------------------- |
| 1er                   | Fabio Jakobsen        | Pays-Bas              | Deceuninck-Quick Step | 250 pts               |
| 2e                    | Matteo Trentin        | Italie                | UAE Team Emirates     | 123 pts               |
| 3e                    | Magnus Cort Nielsen   | Danemark              | EF Education-Nippo    | 114 pts               |
| 4e                    | Michael Matthews      | Australie             | BikeExchange          | 110 pts               |
| 5e                    | Alberto Dainese       | Italie                | Team DSM              | 109 pts               |
| 6e                    | Primož Roglič         | Slovénie              | Jumbo-Visma           | 108 pts               |
| 7e                    | Arnaud Démare         | France                | Groupama-FDJ          | 88 pts                |
| 8e                    | Enric Mas             | Espagne               | Movistar Team         | 75 pts                |
| 9e                    | Jordi Meeus           | Belgique              | Bora-Hansgrohe        | 72 pts                |
| 10e                   | Romain Bardet         | France                | Team DSM              | 70 pts                |

| Classement de la montagne | Classement de la montagne | Classement de la montagne | Classement de la montagne          | Classement de la montagne |
| Coureur                   | Coureur                   | Pays                      | Équipe                             | Points                    |
| ------------------------- | ------------------------- | ------------------------- | ---------------------------------- | ------------------------- |
| 1er                       | Romain Bardet             | France                    | Team DSM                           | 50 pts                    |
| 2e                        | Damiano Caruso            | Italie                    | Bahrain Victorious                 | 31 pts                    |
| 3e                        | Rafał Majka               | Pologne                   | UAE Team Emirates                  | 29 pts                    |
| 4e                        | Michael Storer            | Australie                 | Team DSM                           | 24 pts                    |
| 5e                        | Pavel Sivakov             | Russie                    | Ineos Grenadiers                   | 16 pts                    |
| 6e                        | Jack Haig                 | Australie                 | Bahrain Victorious                 | 15 pts                    |
| 7e                        | Primož Roglič             | Slovénie                  | Jumbo-Visma                        | 12 pts                    |
| 8e                        | Kenny Elissonde           | France                    | Trek-Segafredo                     | 11 pts                    |
| 9e                        | Rein Taaramäe             | Estonie                   | Intermarché-Wanty-Gobert Matériaux | 10 pts                    |
| 10e                       | Sepp Kuss                 | États-Unis                | Jumbo-Visma                        | 9 pts                     |

| Classement de la montagne | Classement de la montagne | Classement de la montagne | Classement de la montagne          | Classement de la montagne |
| Coureur                   | Coureur                   | Pays                      | Équipe                             | Points                    |
| ------------------------- | ------------------------- | ------------------------- | ---------------------------------- | ------------------------- |
| 1er                       | Romain Bardet             | France                    | Team DSM                           | 50 pts                    |
| 2e                        | Damiano Caruso            | Italie                    | Bahrain Victorious                 | 31 pts                    |
| 3e                        | Rafał Majka               | Pologne                   | UAE Team Emirates                  | 29 pts                    |
| 4e                        | Michael Storer            | Australie                 | Team DSM                           | 24 pts                    |
| 5e                        | Pavel Sivakov             | Russie                    | Ineos Grenadiers                   | 16 pts                    |
| 6e                        | Jack Haig                 | Australie                 | Bahrain Victorious                 | 15 pts                    |
| 7e                        | Primož Roglič             | Slovénie                  | Jumbo-Visma                        | 12 pts                    |
| 8e                        | Kenny Elissonde           | France                    | Trek-Segafredo                     | 11 pts                    |
| 9e                        | Rein Taaramäe             | Estonie                   | Intermarché-Wanty-Gobert Matériaux | 10 pts                    |
| 10e                       | Sepp Kuss                 | États-Unis                | Jumbo-Visma                        | 9 pts                     |

| Classement du meilleur jeune | Classement du meilleur jeune | Classement du meilleur jeune | Classement du meilleur jeune | Classement du meilleur jeune |
| Coureur                      | Coureur                      | Pays                         | Équipe                       | Temps                        |
| ---------------------------- | ---------------------------- | ---------------------------- | ---------------------------- | ---------------------------- |
| 1er                          | Egan Bernal                  | Colombie                     | Ineos Grenadiers             | 64 h 11 min 08 s             |
| 2e                           | Aleksandr Vlasov             | Russie                       | Astana-Premier Tech          | + 1 min 43 s                 |
| 3e                           | Gino Mäder                   | Suisse                       | Bahrain Victorious           | + 2 min 26 s                 |
| 4e                           | Juan Pedro López             | Espagne                      | Trek-Segafredo               | + 6 min 47 s                 |
| 5e                           | Rémy Rochas                  | France                       | Cofidis                      | + 22 min 14 s                |
| 6e                           | Clément Champoussin          | France                       | AG2R Citroën Team            | + 32 min 43 s                |
| 7e                           | Steff Cras                   | Belgique                     | Lotto-Soudal                 | + 37 min 21 s                |
| 8e                           | Jefferson Cepeda             | Équateur                     | Caja Rural-Seguros RGA       | + 45 min 05 s                |
| 9e                           | Gotzon Martín                | Espagne                      | Euskaltel-Euskadi            | + 1 h 00 min 24 s            |
| 10e                          | Pavel Sivakov                | Russie                       | Ineos Grenadiers             | + 1 h 08 min 18 s            |

| Classement du meilleur jeune | Classement du meilleur jeune | Classement du meilleur jeune | Classement du meilleur jeune | Classement du meilleur jeune |
| Coureur                      | Coureur                      | Pays                         | Équipe                       | Temps                        |
| ---------------------------- | ---------------------------- | ---------------------------- | ---------------------------- | ---------------------------- |
| 1er                          | Egan Bernal                  | Colombie                     | Ineos Grenadiers             | 64 h 11 min 08 s             |
| 2e                           | Aleksandr Vlasov             | Russie                       | Astana-Premier Tech          | + 1 min 43 s                 |
| 3e                           | Gino Mäder                   | Suisse                       | Bahrain Victorious           | + 2 min 26 s                 |
| 4e                           | Juan Pedro López             | Espagne                      | Trek-Segafredo               | + 6 min 47 s                 |
| 5e                           | Rémy Rochas                  | France                       | Cofidis                      | + 22 min 14 s                |
| 6e                           | Clément Champoussin          | France                       | AG2R Citroën Team            | + 32 min 43 s                |
| 7e                           | Steff Cras                   | Belgique                     | Lotto-Soudal                 | + 37 min 21 s                |
| 8e                           | Jefferson Cepeda             | Équateur                     | Caja Rural-Seguros RGA       | + 45 min 05 s                |
| 9e                           | Gotzon Martín                | Espagne                      | Euskaltel-Euskadi            | + 1 h 00 min 24 s            |
| 10e                          | Pavel Sivakov                | Russie                       | Ineos Grenadiers             | + 1 h 08 min 18 s            |

| Classement par équipes | Classement par équipes             | Classement par équipes | Classement par équipes |
| Équipe                 | Équipe                             | Pays                   | Temps                  |
| ---------------------- | ---------------------------------- | ---------------------- | ---------------------- |
| 1re                    | Ineos Grenadiers                   | Royaume-Uni            | 192 h 19 min 54 s      |
| 2e                     | UAE Team Emirates                  | Émirats arabes unis    | + 3 min 40 s           |
| 3e                     | Bahrain Victorious                 | Bahreïn                | + 6 min 48 s           |
| 4e                     | Movistar Team                      | Espagne                | + 15 min 41 s          |
| 5e                     | Jumbo-Visma                        | Pays-Bas               | + 17 min 41 s          |
| 6e                     | Trek-Segafredo                     | États-Unis             | + 38 min 58 s          |
| 7e                     | Intermarché-Wanty-Gobert Matériaux | Belgique               | + 41 min 09 s          |
| 8e                     | Astana-Premier Tech                | Kazakhstan             | + 59 min 29 s          |
| 9e                     | AG2R Citroën Team                  | France                 | + 1 h 00 min 43 s      |
| 10e                    | Cofidis                            | France                 | + 1 h 05 min 28 s      |

| Classement par équipes | Classement par équipes             | Classement par équipes | Classement par équipes |
| Équipe                 | Équipe                             | Pays                   | Temps                  |
| ---------------------- | ---------------------------------- | ---------------------- | ---------------------- |
| 1re                    | Ineos Grenadiers                   | Royaume-Uni            | 192 h 19 min 54 s      |
| 2e                     | UAE Team Emirates                  | Émirats arabes unis    | + 3 min 40 s           |
| 3e                     | Bahrain Victorious                 | Bahreïn                | + 6 min 48 s           |
| 4e                     | Movistar Team                      | Espagne                | + 15 min 41 s          |
| 5e                     | Jumbo-Visma                        | Pays-Bas               | + 17 min 41 s          |
| 6e                     | Trek-Segafredo                     | États-Unis             | + 38 min 58 s          |
| 7e                     | Intermarché-Wanty-Gobert Matériaux | Belgique               | + 41 min 09 s          |
| 8e                     | Astana-Premier Tech                | Kazakhstan             | + 59 min 29 s          |
| 9e                     | AG2R Citroën Team                  | France                 | + 1 h 00 min 43 s      |
| 10e                    | Cofidis                            | France                 | + 1 h 05 min 28 s      |

## Abandons
- Rudy Molard (Groupama-FDJ) : abandon
- Sep Vanmarcke (Israel Start-Up Nation) : abandon
- Giulio Ciccone (Trek-Segafredo) : abandon